# 師田庄左衛門
師田 庄左衛門（もろた しょうざえもん）は、大正期に福井県越前市（旧武生市）を拠点に活躍した宮大工。代々、師田組の当主が受け継いできた名であり、特に初代から3代目にかけての業績が広く知られている。

## 2代目 師田庄左衛門
特に、2代目師田庄左衛門は卓越した技術と指導力を持ち、善光寺仁王門（国宝）の再生建築（長野市・大正7年）や真宗大谷派福井別院本堂（福井市・大正9年）などの寺社建築をはじめ、師田邸（越前市）といった住宅建築、旧・御本陳藤屋旅館（長野市・大正14年、現・THE FUJIYA GOHONJIN）などの旅館建築、さらに学校や庁舎の建築にも携わった。
また、明治42年（1909年）には武生大工組合を創立し、大正15年（1926年）まで初代組合長を務めるなど、宮大工の技術向上と後進の育成に尽力した。
さらに、大正15年から昭和5年（1926年～1930年）にかけては、最後の大事業として3代目 師田庄左衛門とともに、永平寺の「大遠忌記念事業」に携わり、大庫院や回廊をはじめとする伽藍の新改築工事を手がけた。

## 請負工事年鑑
師田組の活動概要を示す年鑑として、合資会社師田建築事務所が発行した『社寺建築之部』『住宅其他建築之部』（昭和4～5年頃発行）と、師田組が発行した年鑑（昭和11～12年頃発行）の3部がある。  
いずれの年鑑にも「営業科目」として、社寺建築、和洋住宅建築、鉄骨鉄筋コンクリート建築、其他土木建築工事一般、付属家具装飾造園が記されている。

## 善光寺仁王門の再生建築
請負工事年鑑の『社寺建築之部』の冒頭には「信州善光寺」が記されており、師田組にとっても重要な事業の一つとして位置づけられる。  
善光寺仁王門（国宝）の再生建築は、大正7年（1918年）に行われた。この工事は莫大な費用がかかり、棟梁をつとめた2代目 師田庄左衛門は赤字を抱えながらも見事に完成させたと伝えられる。  
この再生工事は、師田庄左衛門の技術力の高さと職人としての責任感を示すものとなった。赤字により師田組の存続も危ぶまれたが、善光寺保存会に所属する藤井平五郎から旧・御本陳藤屋旅館（現・THE FUJIYA GOHONJIN）の建築依頼を受け、さらに同会より依頼された善光寺門前にある大石写真館の建築も手がけることで、経営の危機を乗り越えたという。